# Región Noroeste Argentino
Die Region Noroeste Argentino (NOA) ist eine argentinische Großregion. Sie umfasst den Nordwesten des Landes. Seit 1999 wird sie mit der Región Noreste Argentino zur sogenannten Región Norte Grande fusioniert. Die Verhandlungen dazu sind zwar noch nicht vollständig abgeschlossen, jedoch findet bereits eine ausgedehnte Kooperation besonders in der Wirtschaft statt.
Aus geographischen Gründen wird in einigen Quellen die Provinz La Rioja in die Nordwestregion eingeschlossen, sie nimmt aber nicht am Integrationsprozess in der Región Norte Grande teil.

## Gliederung
Folgende Provinzen sind in diese Region eingeschlossen:
- Catamarca
- Jujuy
- Salta
- Santiago del Estero
- Tucumán

## Wichtige Städte

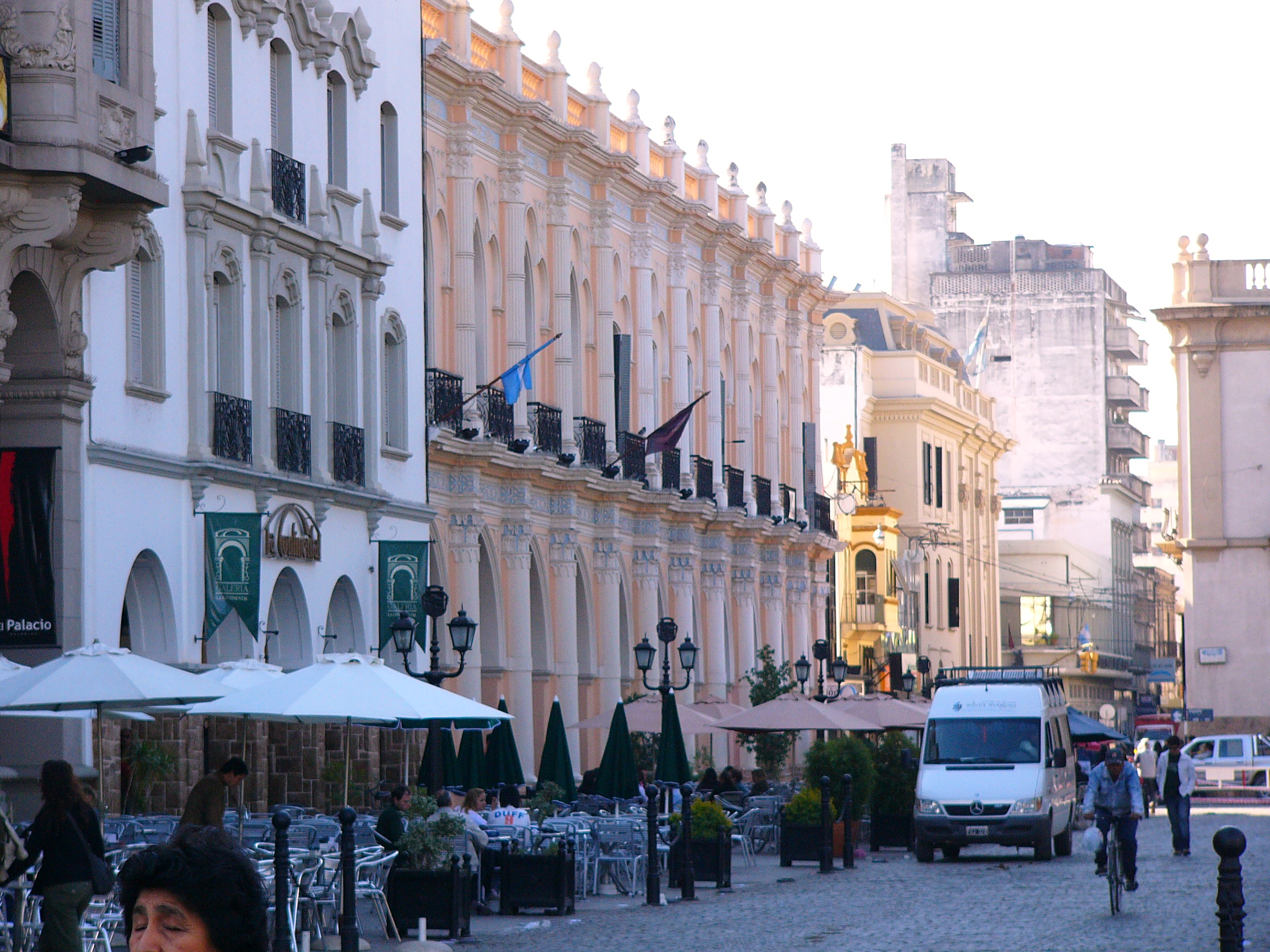
Salta (Stadt).

Die wichtigsten Städte sind San Miguel de Tucumán (750.000 Einwohner), Zentrum der Zucker- und Schwerindustrie, Salta (480.000 Einwohner), ein touristisches Zentrum, das agroindustriell geprägte Santiago del Estero (360.000 Einwohner) und die Metropole der Stahl- und Petroleumindustrie, San Salvador de Jujuy (320.000 Einwohner).

## Geografie
Die Region kann man von West nach Ost in vier Zonen einteilen;
- die Anden mit der Puna-Hochebene, die in der Region ein sehr trockenes Klima aufweisen und von einer Grassteppe geprägt sind
- die Hochtäler, die im Osten und Südosten der Puna in Nord-Süd-Richtung verlaufen und den Charakter von Oasen besitzen.
- die subtropischen Regenwälder, die einen schmalen Streifen zwischen Tucumán und dem nördlichen Salta bedecken.
- die Ebene des Gran Chaco, die östlich an die Regenwälder anschließt und ein savannenartiger Dornbuschwald mit weiten Grasebenen ist.

Südöstlich dieser Regionen liegen in den Provinzen Tucumán, Catamarca und La Rioja die Sierras Pampeanas, trockene, vom Monte-Buschwald bedeckte Mittelgebirge.

## Wirtschaft
Hauptwirtschaftszweige sind die tropische und subtropische Landwirtschaft (Tabak- und Zuckerrohranbau in Tucumán sowie im Osten von Salta und Jujuy), die Petroleumförderung im Nordosten von Jujuy und Salta, die Schwerindustrie (Stahl in Jujuy, Automobilindustrie in Tucumán) sowie in immer geringerem Maße der Bergbau (El Aguilar in Jujuy).
Mit Ausnahme vom vergleichsweise wohlhabenden Salta gehören sämtliche Provinzen des NOA zu den ärmsten Argentiniens, besonders stark ist die infolge des Niedergangs des Zuckerrohranbaus unter einer langen Wirtschaftskrise leidende, überbevölkerte Provinz Tucumán betroffen, in der Unterernährung ein ernstes Problem ist und etwa 20 % aller Kinder unter 5 Jahren betrifft. In vielen ländlichen Gegenden liegt die Arbeitslosigkeit bei über 50 %.

## Corredor Bioceánico
Die Provinzen des NOA und NEA setzen ihre Hoffnungen vor allem in den Handel, und hier insbesondere in das Projekt Corredor Bioceánico (span. für Zwei-Ozeane-Korridor), einer Querverbindung zwischen dem nördlichen Chile und Brasilien, die durch die gesamte Región Norte Grande führt und die nördlichste ganzjährig befahrbare Ost-West-Verbindung durch Südamerika ist −- in Bolivien, Paraguay und Brasilien gibt es derzeit nur Querverbindungen über schwer befahrbare Erdstraßen. Von dieser wichtigen Handelsroute erhofft sich die Region wirtschaftliche Impulse.
Die wichtigsten Verbindungen des Corredor Bioceánico sind die Fernstraßen Ruta Nacional 16 zwischen der Stadt Metán (Salta) und Resistencia sowie die kurz vor der Fertigstellung stehende Ruta Nacional 81 zwischen General Ballivián (Salta) und Formosa.

## Tourismus

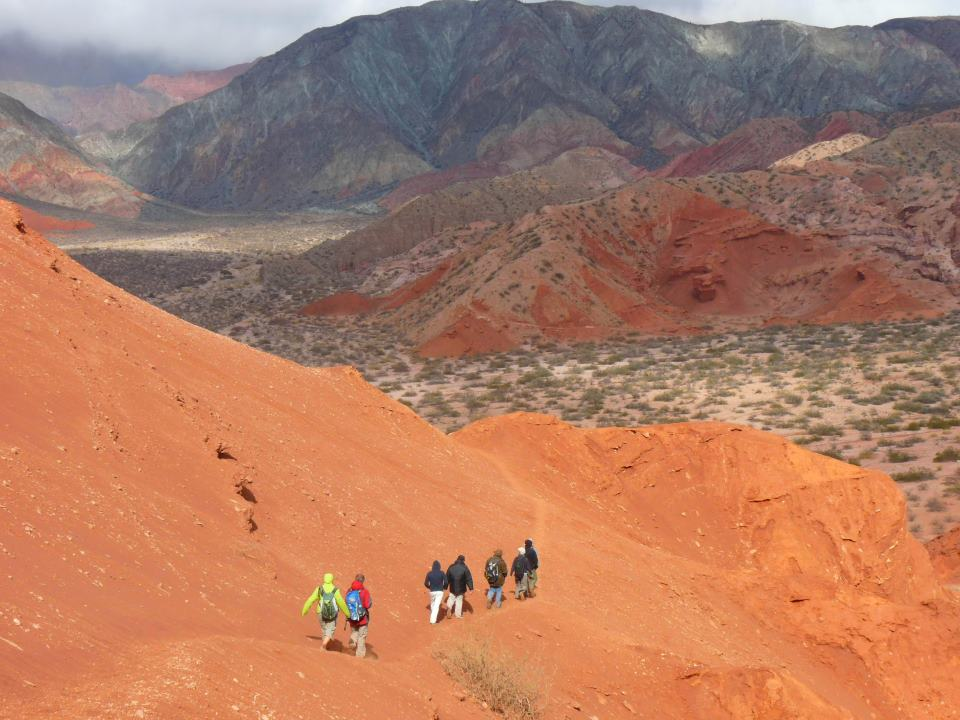
Trekking in Quebrada de las Conchas

Der Tourismus in der Region befindet sich wegen der vielfältigen Landschaftstypen und der vielen alten Kolonialstädte der Region im Aufschwung. Besonders attraktive Ziele sind die Quebrada de Humahuaca in Jujuy, eine farbenfrohe Schlucht mit historischen Bauten, die Stadt Salta mit ihren Kolonialbauten und die Nationalparks El Rey, Calilegua und Baritú.

## Referenzen
1. ↑   Chronik der Integration zur Región Norte Grande